# Carlo Benigni (Bischof)
Carlo Benigni (* 26. Mai 1745 in Fabriano; † 12. April 1822) war ein italienischer römisch-katholischer Geistlicher und Bischof von Terni.

## Leben
Carlo Benigni entstammte der adeligen Familie der Marchese Benigni. Am 22. November 1772 empfing er das Sakrament der Priesterweihe.
Papst Pius VI. berief Carlo Benigni am 27. Juni 1796 zum Bischof von Terni. Die Bischofsweihe spendete ihm am 3. Juli desselben Jahres Hyacinthe-Sigismond Kardinal Gerdil; Mitkonsekratoren waren Erzbischof Nicola Buschi und Bischof Michele Di Pietro.
Da Carlo Benigni in der Zeit der napoleonischen Besetzung des Kirchenstaates den Treueid auf das Französische Kaiserreich verweigerte, wurde er auf Anweisung der kaiserlichen Polizei deportiert. Nach dem Ende der Besatzung kehrte er an seinen Bischofssitz zurück.